# Carole Bayer Sager
Carole Bayer Sager (ur. 8 marca 1947 w Nowym Jorku) – amerykańska kompozytor. W 1982 roku zdobyła Oscara w kategorii najlepsza piosenka oryginalna za „Arthur's Theme (Best That You Can Do)”.

## Życiorys
Carole Bayer Sager urodziła się 8 marca 1947 roku. Była nastolatką gdy wydała swój pierwszy album A Groovy Kind of Love, który stał się hitem. Kolejne trzy jej albumy również odniosły sukces. Posiada swoją gwiazdę na Hollywoodzkiej Alei Gwiazd.